# Seiko Epson
Seiko Epson Corporation, nebo jen Epson, je japonská technologická společnost. Epson je jeden z největších světových výrobců počítačových tiskáren a příslušenství. Sídlo firmy je v Japonsku (Suwa, Nagano). Firma má mnoho dceřiných společností po celém světě a vyrábí inkoustové, jehličkové a laserové tiskárny, skenery, stolní počítače, multimediální projektory pro obchodní i domácí použití, velkoformátové televize, průmyslové roboty a jejich příslušenství, POS tiskárny a registrační pokladny, notebooky, integrované obvody, komponenty LCD a dalších souvisejících elektronické součástky. Od svého založení vyrábí firma hodinky Seiko a je jedním ze tří hlavních společností Seiko Group. Čisté tržby za rok 2006/2007 činily 1,416 bilionu jenů.